# 北盘江镇
北盘江镇，是中华人民共和国贵州省黔西南布依族苗族自治州贞丰县下辖的一个乡镇级行政单位。

## 行政区划
北盘江镇下辖以下地区：
三岔路社区、猫猫寨村、北盘江村、者颡村、岜浩村、查耳岩村、银湾洞村、青杠林村、董畔村、岩脚村、新屯村和金井村。